# ملفين إتش سميث
ملفين إتش سميث هو محامي كندي، ولد في 1934، وتوفي في 2001.